# Luis Alberto Lazarte
Luis Alberto Lazarte est un boxeur argentin né le 4 mars 1971 à Mar del Plata.

## Carrière
Après quatre échecs en championnat du monde (face à Kermin Guardia en 1999, Pongsaklek Wonjongkam en 2001, Omar Andrés Narváez en 2002 et Edgar Sosa en 2007), il devient finalement champion IBF des mi mouches le 29 mai 2010 en battant aux points par décision partagée le Colombien Carlos Tamara à Buenos Aires. Lazarte conserve son titre le 4 septembre après sa victoire aux points contre le Nicaraguayen Nerys Espinosa et le 18 décembre 2010 en faisant match nul contre Ulises Solis. Celui-ci remporte le combat revanche aux points le 30 avril 2011.